# Death in the Land of Encantos
Death in the Land of Encantos (Kagadanan sa banwaan ning mga engkanto) è un film del 2007 diretto da Lav Diaz.
È stato presentato alla 64ª Mostra internazionale d'arte cinematografica di Venezia, vincendo nella sezione Orizzonti dove era stato presentato. In Italia è stato trasmesso direttamente in TV nel programma Fuori orario. Cose (mai) viste diviso in due notti, tra il 6 e il 7 settembre 2008.

## Trama
Il 30 novembre 2006 il tifone Reming causò a Padang, non lontano dall'isola del vulcano Mayon nelle Filippine, centinaia di vittime. Il grande poeta Benjamin Augusan fa ritorno sul luogo del cataclisma dopo un'assenza di circa vent'anni, per seppellire la madre, la figlia e la compagna, tutte morte nella tempesta. Non si tratta tuttavia del primo grande dolore nella vita del poeta. Da sempre Augusan ha avuto un controverso rapporto con il suo paese, per questo per anni ha vissuto in Russia ottenendo una borsa di studio, pubblicando alcuni libri e girando video, si era innamorato di una ragazza croata, perse anche un figlio. Ormai sull'orlo della follia nel luogo della fine, viene perseguitato da un poliziotto aguzzino che ha visto con sospetto il suo ritorno. Sarà quest'ultimo ad affrettare la sua fine.